# Skolter

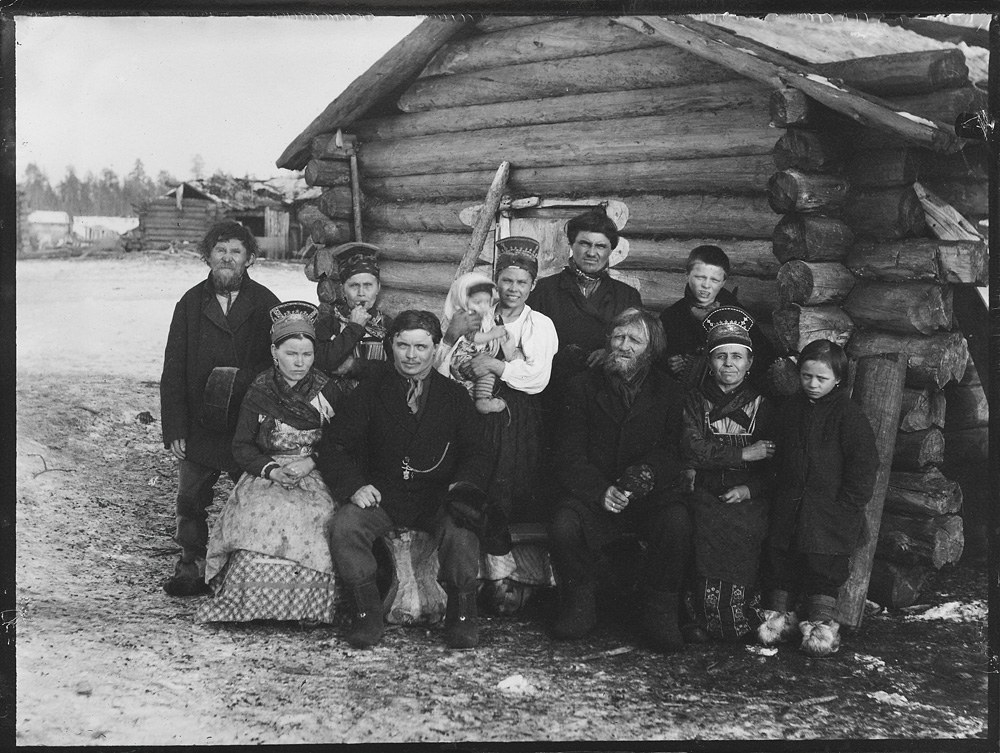
Den skoltsamiska familjen Sverdloff med flera i Suenjel (Suonikylä). Foto: Ellisif Wessel 1903

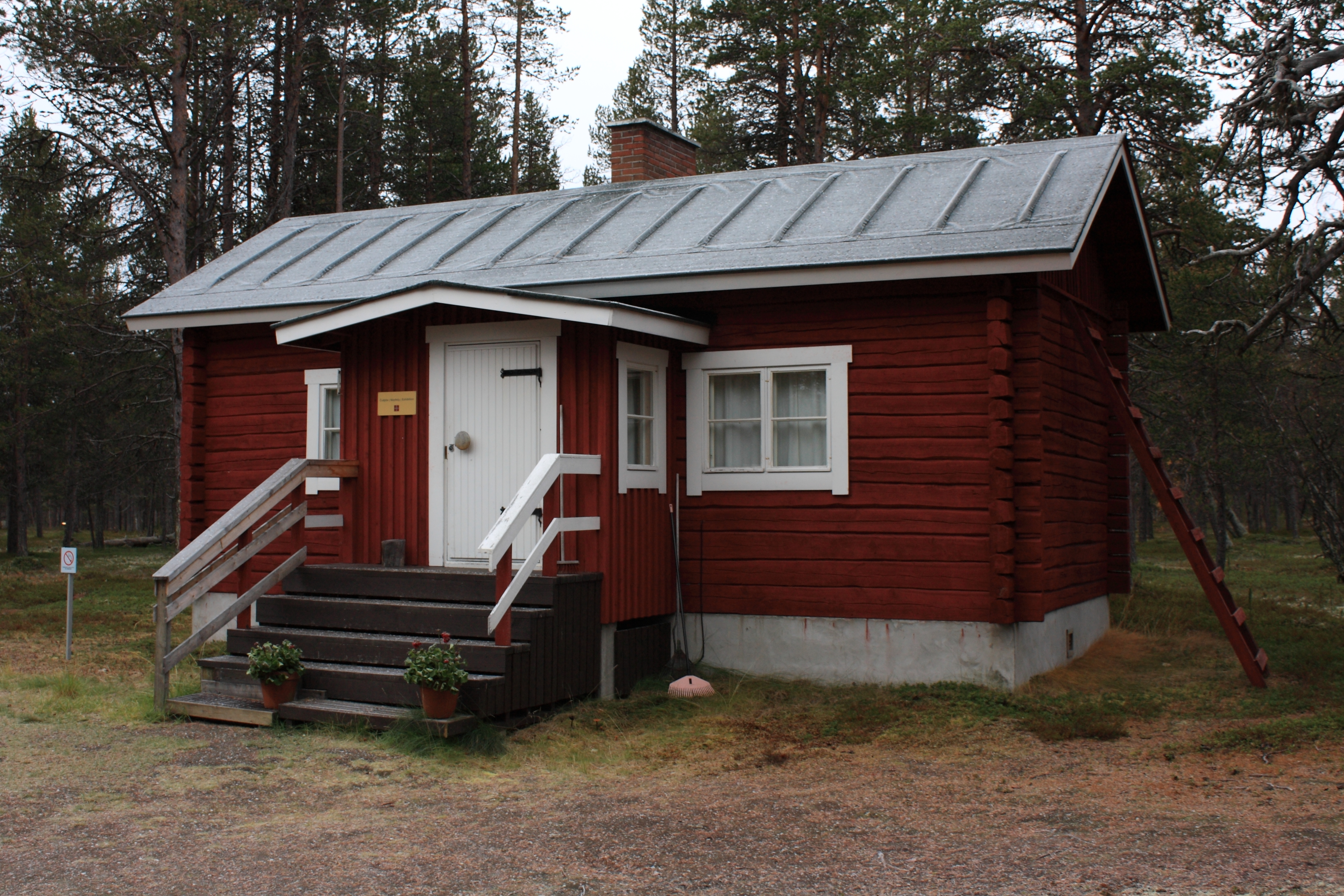
Skolternas kulturhus i Sevettijärvi, ett standardhus, byggt av finländska regeringen för flyttade skoltsamer 1948-49

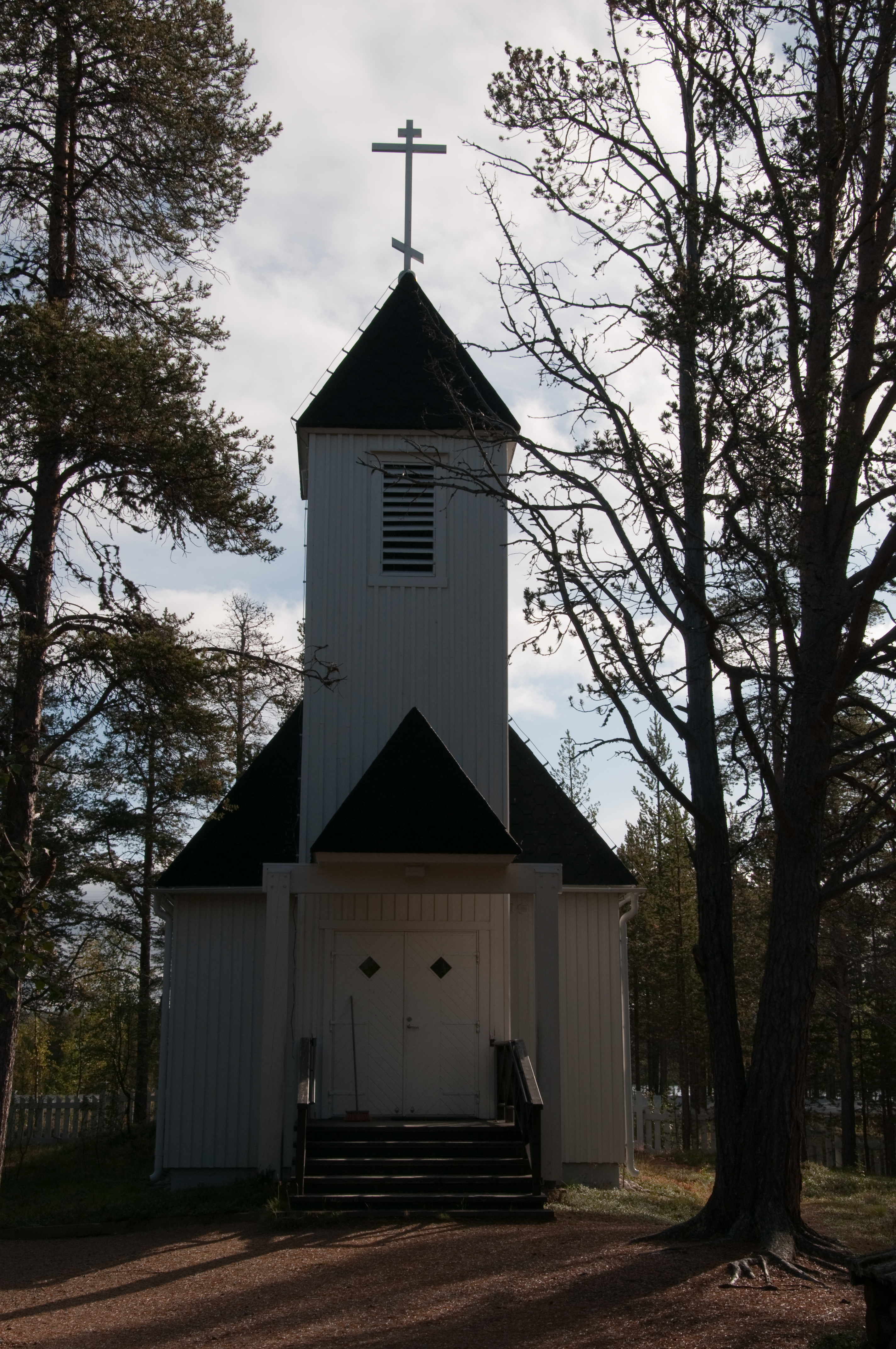
Sevettijärvi kyrka

Skolterna är ett östligt samiskt folk som bor i byarna Sevettijärvi, Keväjärvi och Nellim i Enare kommun i norra Finland samt på Kolahalvön i Ryssland och i Neiden i Norge. De uppgår till omkring 700 personer i Finland (2003), varav ungefär 400 talar skoltsamiska, och 400 i Ryssland (1995), varav ungefär 20 talar skoltsamiska.

## Historia
Skolternas traditionella näringar är framförallt fiske, men också renskötsel och jakt. Sitorna flyttade mellan vår-, sommar-, höst och vinterplatser, enligt fiskemöjligheterna. Boplatserna låg i allmänhet vid sjöar. Vinterboplatsen delades mellan många sitor och hade ett bönerum.
Genom fredsfördraget i Tartu 1920 delades skolternas hemland mellan Finland och Sovjetunionen. Finland förlorade Petsamo efter andra världskriget och skolterna som bott i området (och evakuerats längre in i landet vid Vinterkrigets utbrott) gavs då nya områden i Enare kommun. En skild lag stiftades för ändamålet (273/1955), ersatt med skoltlagen 1984 (den nu gällande versionen 253/1995).
Skolterna från Suonikylä (Suenjel) vinterby placerades i Sevettijärvi medan andra skolter placerades i Nellim och Keväjärvi. Flyttningen mellan olika boplatser sommartid och vintertid upphörde genom detta.
Då skolterna evakuerades från Petsamo såg man ner på dem både bland samerna i Enare och bland finnar. Många unga ville inte kännas vid sin härkomst. Med de förlorade hemtrakterna förlorades också mycket av traditionerna och kulturen.

### Religion
Skolterna kristnades på 1500-talet och är än idag ortodoxa.

### Etymologi
Beteckningen "skoltefinner, skoltelapper" eller bara "skolter" finns dokumenterat först från 1800-talets början och kommer från "skalle, skallig" som ursprungligen allmänt användes som nedsättande beteckning för "fellesfinnar" eller "felleslappar" men efterhand började skolterna själva använda det. Vid Keilhaus resa i området 1827 angav han att påfallande många män bland "russefinnerne" var skalliga. Han fick höra att skalligheten orsakades av att männen smorde in huvudbotten med saltlake för att verka äldre och därmed undgå att skrivas ut för krigstjänst. Dr A. B. Wessel angav i sina skrifter från 1920-talet att det även fanns skalliga kvinnor och han angav att det orsakades av "skurv", en hudsvampsjukdom, antagligen "tinia capitis". Efterhand upphörde håravfallet och många skoltsamer blev kända för påfallande kraftig hårväxt. 

### Återlämnade skelett
Norska staten återlämnade 2011 96 skoltiska skelett som hämtats från sina gravar i Neiden år 1915. 

## Nutida situation
Skoltsamernas självkänsla ökade åter från början av 1970-talet. Skoltsamiskan fick ett skriftspråk, böcker skrevs och också många vuxna deltog i språkkurser. Många unga är nu stolta över sin härkomst och upplever skoltkulturen som en stor rikedom. Ett stort problem är bristen på arbetsplatser och service i skoltområdet, i synnerhet bristen på arbetsplatser för högutbildade. En stor utmaning är att hjälpa dem som lever annanstans (en tredjedel av skoltsamerna) att upprätthålla kontakten. Å andra sidan finns ett skriande behov av personer som kan skoltsamiska (eller samiska överhuvudtaget), bland annat som lärare och översättare.
De traditionella näringarnas betydelse har minskat drastiskt. Fisket var betydligt sämre i den nya hembygden än i skoltsamernas tidigare bosättningsområde, men däremot fanns goda förutsättningar för att utveckla renskötseln. Idag bedrivs renskötseln inom Näätämö och Vätsäri renbeteslag. Skolterna har övergivit sin tidigare intensiva renskötsel och anpassat sig till den mer extensiva renskötsel som införts till Finland av nordsamer. Jakt, fiske och bärplockning utövas endast för husbehov, inte kommersiellt. Servicebranschen har blivit den största arbetsgivaren.
Sevettijärvi utgör centrum för skoltsamerna, både genom antalet invånare och genom att kulturen och traditionerna bevarats där. I Sevettijärvi skola ges undervisning på skoltspråket. Språkbad för barn under skolåldern verkade i byn 1997–2001. Skoltsamernas språk- och kultursiida, där man kunde studera språket, traditionellt hantverk och traditionell matlagning, verkade 2001–2003. Språkbadet har senare fortsatt.
Språkbad för barn i daghemsålder grundades i Ivalo 2007. Barnen här har alla (2012) finskspråkiga föräldrar med skoltbakgrund. Vid sidan av språket lär de sig också samisk kultur. I anslutning till språkbadet ordnas eftermiddagsverksamhet för skolbarn.
Kända skoltsamiska författare är m.fl. Askold Bazjanov från Ryssland och Kati-Claudia Fofonoff från Finland.

### Bildgalleri

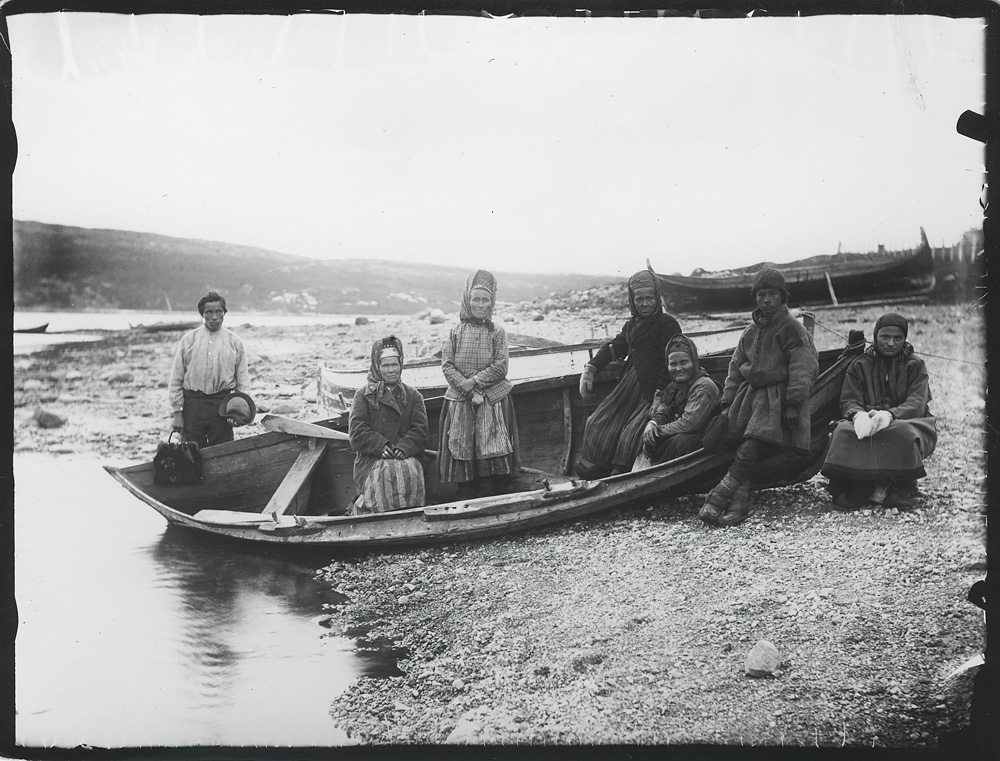
Skolter vid Kirkenes 1907. Foto: Ellisif Wessel
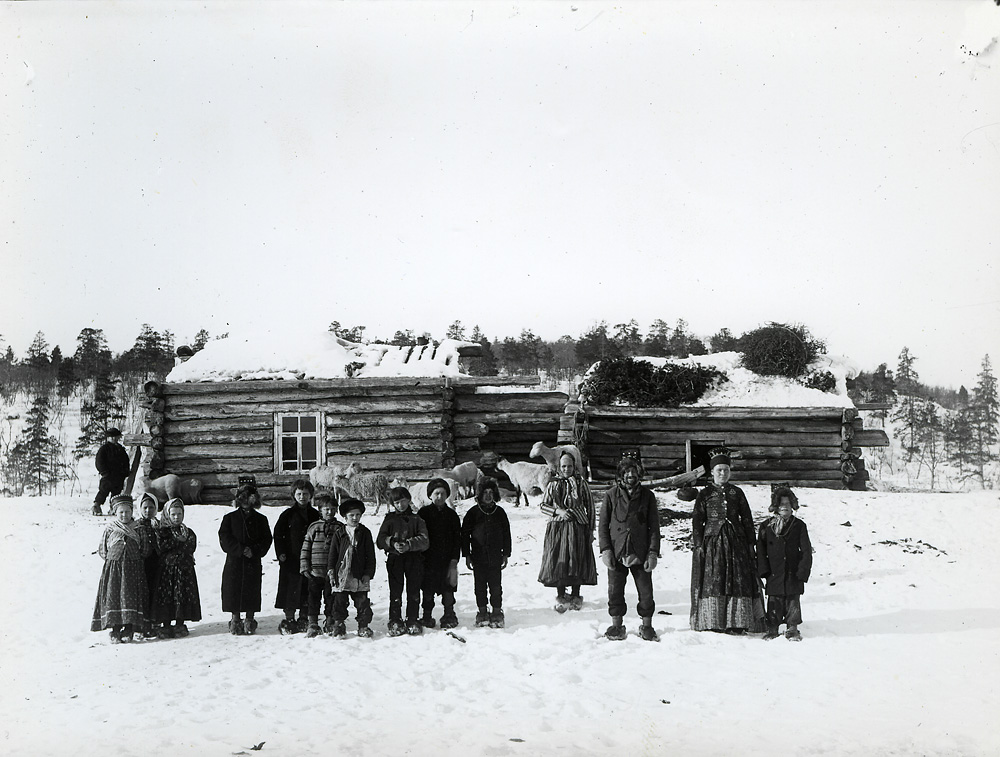
Vuxna och barn framför byggnad i Borisoglebsk. Foto: Ellisif Wessel
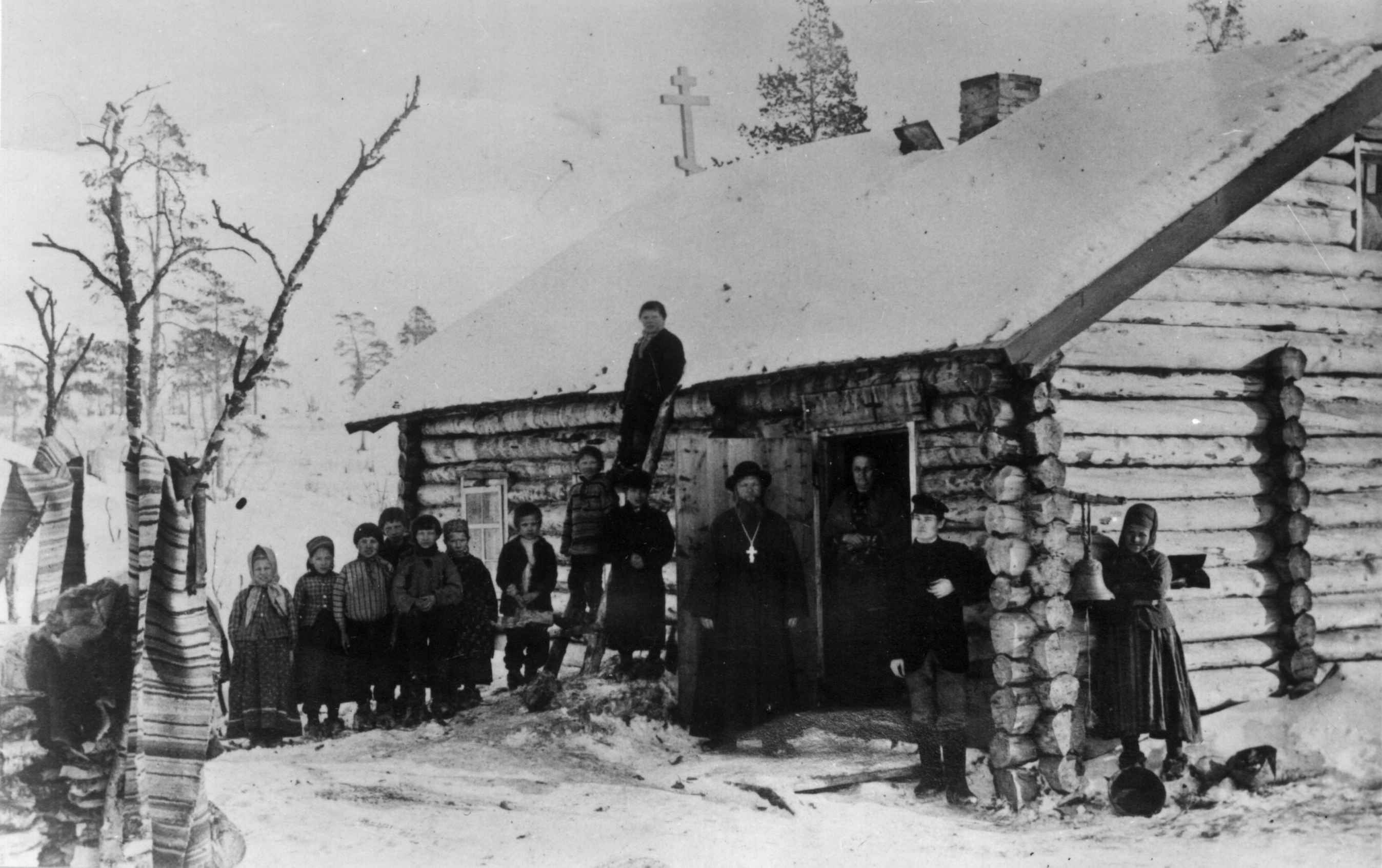
Prost och fru, klockare och skoltsamiska skolbarn vid rysk skola och kapell i Pasvik i Sør-Varanger omkring 1898. Foto: Ellisif Wessel
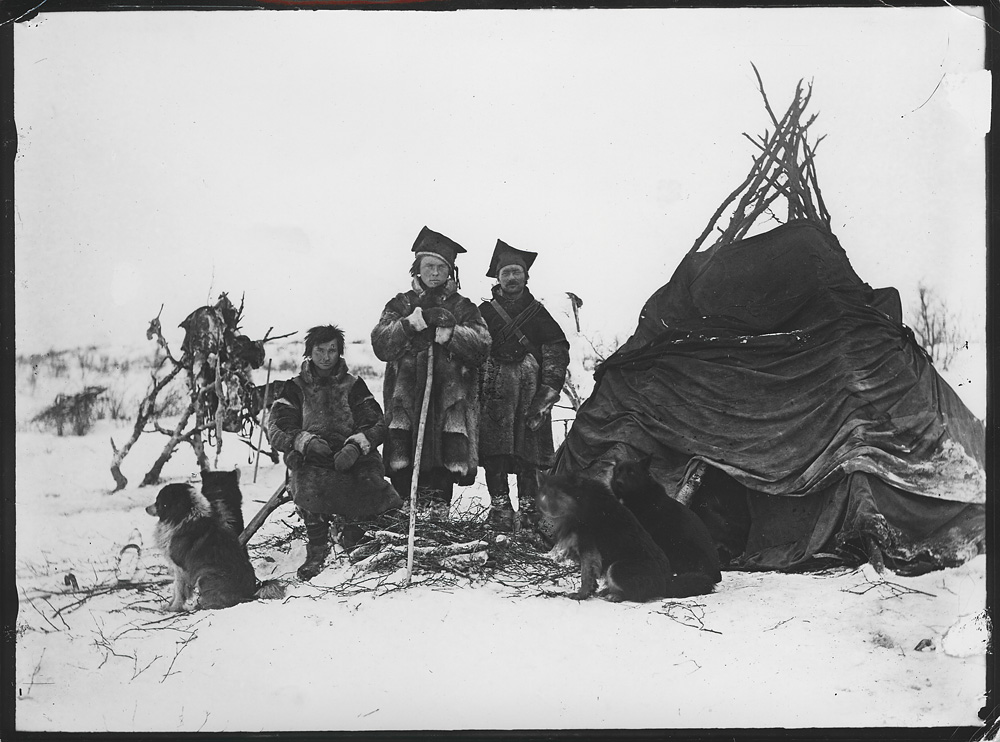
Skoltsamer med hundar vid Langfjordvann i Sør-Varanger. Foto: Ellisif Wessel